# Kifundi
Kifundi è una circoscrizione rurale (rural ward) della Tanzania situata nel distretto di Micheweni, regione di Pemba Nord. Conta una popolazione di 2 796 abitanti (censimento 2012).